# كاريل بيترو
كاريل بيترو (24 يناير 1891 – 1949) مدرب كرة قدم تشيكوسلوفاكي راحل.
قاد تدريب منتخب تشيكوسلوفاكيا في بطولة كأس العالم 1934 في إيطاليا حيث احتل المركز الثاني.

## روابط خارجية
- كاريل بيترو على موقع قاعدة بيانات كرة القدم.إي يو (الإنجليزية)
- كاريل بيترو على موقع Soccerway.com (الإنجليزية)
- كاريل بيترو على موقع عالم كرة القدم.نت (الإنجليزية)